# 塞夫雷科斯
塞夫雷科斯，是西班牙卡斯蒂利亚-莱昂布尔戈斯省的一个市镇。总面积23平方公里，总人口82人（2001年），人口密度4人/平方公里。